# Канли
Канли (фр. Canly) насеље је и општина у североисточној Француској у региону Пикардија, у департману Оаза која припада префектури Компјењ.
По подацима из 2011. године у општини је живело 792 становника, а густина насељености је износила 99,0 становника/km². Општина се простире на површини од 8 km². Налази се на средњој надморској висини од 67 метара (максималној 129 m, а минималној 48 m).

## Демографија
| 1962. | 1968. | 1975. | 1982. | 1990. | 1999. | 2011. |
| ----- | ----- | ----- | ----- | ----- | ----- | ----- |
| 429   | 513   | 535   | 625   | 635   | 683   | 792   |

График промене броја становника у току последњих година